# Zeuxokoma
Zeuxokoma, rod rakova jednakonožaca, dio je porodice Cryptoniscidae. Postoji nekoliko priznatih vrsta

## Vrste
1. Zeuxokoma alphei (Kossmann, 1872)
2. Zeuxokoma elogata Boyko, 2014
3. Zeuxokoma glabra (Nierstrasz & Brender à Brandis, 1930)
4. Zeuxokoma luetzeni (Høeg & Bruce, 1988)
5. Zeuxokoma musaeformis Boyko, 2014
6. Zeuxokoma setosa (Nierstrasz & Brender à Brandis, 1930)